# インスリン アスパルト
インスリン アスパルト（Insulin aspart）は、1型および2型糖尿病の治療に使用される超速効型インスリンの一種である。通常、食事の直前に使用する。一般的には皮下注射で使用されるが、静脈注射で使用される場合もある。最大効果は約1～3時間後に発生し、3～5時間持続する。一般的には、NPHや持効型のような作用時間の長いインスリンも必要である。アスパルトの一部（30%、50%、70%）をプロタミンと共に結晶化させて中間型化させた製剤も存在する。
2019年9月には血管拡張作用のあるニコチン酸アミドを配合した新たな製剤が承認された。注射部位の血流を増加させ、アスパルトの吸収がより速やかになり、効果発現までの時間が約5分短縮される。
一般的な副作用は、低血糖、アレルギー反応、痒み、注射部位の痛み等である。その他の重篤な副作用として、血中カリウムの低下が起こる事がある。妊娠中や授乳中の使用は一般的に安全とされる。組織が取り込むブドウ糖の量を増やし、肝臓で作られるブドウ糖の量を減らす事で、ヒトのインスリンと同じ働きをする。
インスリン アスパルトは、2000年に米国で医療用として承認された。日本では2001年10月に承認された:別添3。部分中間型化製剤は2003年8月に承認された:別添3。ニコチン酸アミド配合剤は2019年9月に承認された。

## 効能・効果
- インスリン療法が適応となる糖尿病[18][19][20][21]

## 禁忌
以下の患者には禁忌である。
- 低血糖症状を呈している患者
- 製剤成分に対し過敏症の既往歴のある患者

## 副作用
重大な副作用として、低血糖、アナフィラキシーショックが知られている。
糖尿病患者におけるアスパルトの安全性は、通常のインスリンと変わらない。インスリン療法によく見られる副作用は、アレルギー反応、注射部位の炎症、発疹、低血糖等であり、最も一般的な副作用は低血糖である。アスパルト等のインスリンの長期使用は、繰り返し注射または注入される部位に脂肪異栄養症を引き起こす可能性があり、そのリスクを減らす為に、注射部位を毎回変えなければならない。体重増加はアスパルトの使用によっても起こり得るが、これはインスリンの同化作用と尿糖の減少に起因するとされている。アスパルトはナトリウム貯留および浮腫も引き起こし得る。

## 化学的特徴
ヒト型インスリンの内、B28位のアミノ酸がプロリンからアスパラギン酸に変更されている。出芽酵母を用いて製造される。

## 参考資料
1. 1 2  “Insulin aspart Pregnancy and Breastfeeding Warnings”. Drugs.com. 2019年3月3日閲覧。
2. ↑  https://www.tga.gov.au/sites/default/files/auspar-insulin-aspart-200301.pdf
3. ↑  https://www.ebs.tga.gov.au/servlet/xmlmillr6?dbid=ebs/PublicHTML/pdfStore.nsf&docid=99D677561AD08BA4CA25865C003CC620&agid=(PrintDetailsPublic)&actionid=1
4. ↑  https://www.ebs.tga.gov.au/servlet/xmlmillr6?dbid=ebs/PublicHTML/pdfStore.nsf&docid=C8E45B545970610BCA25865C003CC61F&agid=(PrintDetailsPublic)&actionid=1
5. ↑  “NovoRapid 100 units/ml in a vial - Summary of Product Characteristics (SmPC)”. (emc) (2018年5月25日). 2020年9月9日閲覧。
6. ↑  “Fiasp- insulin aspart injection injection, solution”. DailyMed (2019年12月19日). 2020年11月12日閲覧。
7. ↑  “NovoLog- insulin aspart injection, solution Insulin Diluting Medium For NovoLog- water injection injection, solution”. DailyMed (2019年11月15日). 2020年11月12日閲覧。
8. ↑  “NovoLog Mix 70/30- insulin aspart injection, suspension”. DailyMed (2019年11月15日). 2020年11月12日閲覧。
9. ↑  “NovoMix EPAR”. European Medicines Agency (EMA). 2020年4月12日閲覧。
10. ↑  “Kirsty EPAR”. European Medicines Agency (EMA). 2021年9月14日閲覧。
11. 1 2 3 4 5 6 7 8 9  “Insulin Aspart Monograph for Professionals” (英語). Drugs.com.   American Society of Health-System Pharmacists. 2019年3月3日閲覧。
12. ↑  “ノボラピッド30ミックス注フレックスペン 添付文書”. www.info.pmda.go.jp. 2022年1月18日閲覧。
13. ↑  “ノボラピッド50ミックス注フレックスペン／ノボラピッド70ミックス注フレックスペン 添付文書”. www.info.pmda.go.jp. 2022年1月19日閲覧。
14. ↑  Shiramoto, Masanari; Nishida, Tomoyuki; Hansen, Ann Kathrine; Haahr, Hanne (2018-03). “Fast-acting insulin aspart in Japanese patients with type 1 diabetes: Faster onset, higher early exposure and greater early glucose-lowering effect relative to insulin aspart” (英語). Journal of Diabetes Investigation 9 (2):  303–310. doi:10.1111/jdi.12697. PMC 5835461. PMID 28556616.
15. ↑  “日本で承認された組換え医薬品・細胞培養医薬品”.   国立医薬品食品衛生研究所. 2022年1月18日閲覧。
16. 1 2  “新有効成分含有医薬品の再審査期間について”. 2022年1月18日閲覧。
17. ↑  “新規の超速効型インスリン「フィアスプ注」発売 ノボラピッド注より吸収速度が速く血糖降下作用も速い ノボ”. 糖尿病リソースガイド. 2022年1月18日閲覧。
18. 1 2 3 4  “ノボラピッド注100単位/mL 添付文書”. www.info.pmda.go.jp. 2022年1月18日閲覧。
19. 1 2 3  “ノボラピッド30ミックス注フレックスペン 添付文書”. www.info.pmda.go.jp. 2022年1月18日閲覧。
20. 1 2 3  “ノボラピッド50ミックス注フレックスペン／ノボラピッド70ミックス注フレックスペン 添付文書”. www.info.pmda.go.jp. 2022年1月18日閲覧。
21. 1 2 3  “フィアスプ注100単位/mL 添付文書”. www.info.pmda.go.jp. 2022年1月18日閲覧。
22. ↑  “Novolog: most FAQ”. 2011年10月3日時点のオリジナルよりアーカイブ。2011年4月18日閲覧。
23. ↑  “Novolog: insulin aspart (rDNA origin) injection”. Novo Nordisk. 2022年1月18日閲覧。
24. ↑   (英語) New Drug Development: An Introduction to Clinical Trials: Second Edition. Springer Science & Business Media. (2010). p. 32. ISBN 9781441964182